# Salinópolis
Salinópolis is een gemeente in de Braziliaanse deelstaat Pará. De gemeente telt 39.184 inwoners (schatting 2009).